# Místico
Luis Ignacio Urive Alvirde (* 22. Dezember 1982 in Mexiko-Stadt), besser bekannt unter seinen Ringnamen Místico, Sin Cara und Carístico, ist ein mexikanischer Wrestler. Er stand bis März 2014 bei der WWE unter Vertrag und trat regelmäßig in deren Wrestlingshows auf. Einer seiner bisher größten Erfolge war der Erhalt des IWGP Junior Heavyweight Titels.
Alvirde hat drei Brüder die ebenfalls im Wrestlinggeschäft tätig sind. Auch sein Vater, Manuel Almanza, war im Wrestlinggeschäft tätig. Ignacios Onkel, Antonio Salazar Gómez (besser bekannt als Tony Salazar), war auch Wrestler und ist aktuell Booker bei Consejo Mundial de Lucha Libre.

## Karriere

### Anfänge
Alvirde wurde von seinem Vater Manuel Almanza (in Mexiko bekannt als Dr. Karonte) und seinem Onkel Tony Salazar trainiert. Alvidre debütierte am 30. April 1998 als Dr. Karonte Jr. Ab 2000 trat er als Astro Boy auf. Kurzzeitig trat er als Astro Boy I auf und bildete gemeinsam mit seinem Bruder Astro Boy II das Tag Team Los Astro Boys. Im Jahr 2003 trat Alvidre in Japan bei Michinoku Pro Wrestling als Komachi auf.

### Consejo Mundial de Lucha Libre/Independent

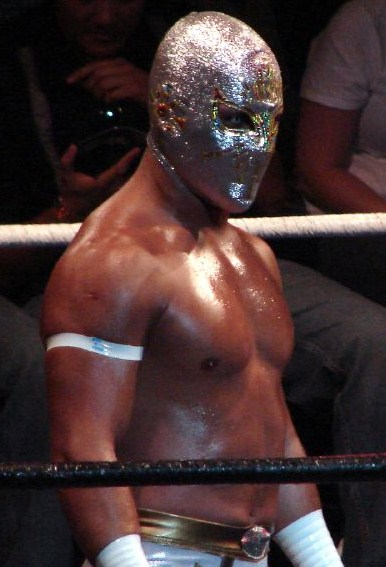
Alvirde im Jahr 2006

Am 13. August 2004 trat er das erste Mal als Mistico auf. 2005 gewann er seinen ersten Titel, den NWA World Middleweight Titel. Im Jahr 2006 bildete er mit Negro Casas ein Tag Team und gewann mit diesem die CMLL World Tag Team Championship. Mit Casas bestritt Alvidre ein Fehdenprogramm gegen Averno und Mephisto. Zusammen mit Negro Casas gewann Alvidre die Tag Team Championship 2007 ein weiteres Mal. In den Jahren 2006, 2007 und 2008 gewann Alvidre das Turnier CMLL Leyenda de Plata, dass von 1998 bis 2008 regelmäßig ausgetragen wurde. Im Jahr 2008 gewann er zusammen mit Hector Garza zwei Mal die CMLL World Tag Team Championship. Im Jahr 2009 bildete er mit Volador Jr. und La Sombra das Stable Super Sky Team. 
Im August 2008 trat Alvidre bei New Japan Pro-Wrestling (kurz NJPW) auf. Dort gewann er 2009 den IWGP Junior Heavyweight Titel von Tiger Mask. Den Titel gab er im November wieder an Tiger Mask ab.

### WWE
Im Januar 2011 wurde bekannt gegeben, dass Alvidre einen Vertrag mit der WWE abgeschlossen hat. Am 4. April 2011 trat er zum ersten Mal bei RAW auf und attackierte Sheamus. In der darauf folgenden Woche hatte er dann sein In-Ring-Debüt in einem Match gegen Primo. Durch den WWE Draft 2011 am 25. April 2011 wurde er ins SmackDown-Roster gewechselt. Am 18. Juli 2011 wurde er auf Grund eines Verstoßes gegen das Wellness Programm der WWE für 30 Tage suspendiert. Im Anschluss wurde das Gimmick des Sin Caras an den Wrestler Jorge Arias übertragen, ehe Alvidre am 13. September 2011 bei den Aufzeichnungen zu SmackDown zurückkehrte und Arias als Sin Cara gegenüberstand. In der Folge fehdeten die beiden als Sin Cara Negro (Arias mit schwarzer Maske und Kostüm) und Sin Cara Azul (Alvidre mit blauer Maske und Kostüm) gegeneinander. Während der Survivor Series 2011 zog er sich beim traditionellen Tag-Team-Elimination-Match einen Patellasehnenriss zu und fiel daraufhin bis Mai 2012 aus, ehe Alvidre bei einem WWE Event am 19. Mai 2012 zurückkehrte.

## Erfolge

### Titel
- Consejo Mundial de Lucha Libre

- 4× CMLL World Tag Team Champion 2× mit Negro Casas, 2× mit Hector Garza
- 1× CMLL World Welterweight Champion
- 1× Mexican National Light Heavyweight Champion
- 2× World Middleweight Champion

- New Japan Pro-Wrestling

- 1× IWGP Junior Heavyweight Champion

- International Wrestling Revolution Group

- 1× IWRG Intercontinental Super Welterweight Champion

### Auszeichnungen
- Pro Wrestling Illustrated
  - Platz 3 (im Jahr 2007) in der PWI 500
  - Platz 5 (im Jahr 2006) in der PWI 500